# Baksa Imre
Baksa Imre (Budapest, 1970. január 17. –) magyar színművész, rendező.

## Életpályája
1988–1989-ben a Szkéné Színházban, 1989–1995 között az R.S.9 Színházban szerepelt. 1995–2002 között a kaposvári Csiky Gergely Színház tagja volt. 2002-től szabadúszó színész. 2013–2016 között a Színház- és Filmművészeti Egyetem drámainstruktor szakos hallgatója volt. 2020-2024 között a salgótarjáni Zenthe Ferenc Színház tagja volt.
Felesége Baksa Mercédesz, pszichológus.

## Filmes és televíziós szerepei
- Kisváros (1998)
- Szabadság, szerelem (2006)
- MAB (2010)
- Hacktion: Újratöltve (2013)
- Isteni műszak (2013)
- Munkaügyek (2013)
- Oltári csajok (2017)
- Válótársak (2018)
- A mi kis falunk (2020)
- Jóban Rosszban (2021)
- A játszma (2022)
- A Nagy Fehér Főnök (2022)
- A Király (2023)
- Mellékhatás (2023)
- …a szomszéd tehene (2024)

## Önálló estjei
- A magyar Belmondo (2011)
- Hamletman (2016)